# Tonglingbroen
Tonglingbroen (銅陵大橋) er to store broer, som krydser floden Chang Jiang i provinsen Tongling i Kina.
31°04′58″N 117°58′26″Ø / 31.082778°N 117.973889°Ø